# INTAS
INTAS (сокр. от англ. The International Association for the Promotion of Co-operation with Scientists from the New Independent States of the Former Soviet Union) — международная ассоциация по содействию сотрудничеству с учёными новых независимых государств бывшего Советского Союза.
INTAS являлась некоммерческой организацией и финансировалась главным образом из бюджета Европейского Союза. Работала с 1993 года и являлась крупнейшим фондом, поддерживающим научное сотрудничество между учёными стран бывшего СССР и Европейского Союза. Программы INTAS охватывали широкий круг научно-исследовательских проблем.
22 сентября 2006 года было принято решение о прекращении осуществления программы на основании рекомендации Европейской Комиссии. С начала 2007 года началось постепенное сворачивание деятельности фонда. Несмотря на то, что все текущие программы INTAS обещал выполнить, с 1 апреля 2007 года прекратилось распределение новых грантов.